# Anne-Marie Ropars
Anne-Marie Ropars dite Anna Ropars, née en 1839 à Bolazec et morte en 1913 à Carnoët, est une poétesse française et une militante régionaliste bretonne. 

## Biographie
Fille du maire de Bolazec, François Ropars, qui est considéré comme à la tête de la famille la plus riche du village, Anne-Marie Ropars embrasse une carrière d'enseignante catholique après avoir travaillé en tant que secrétaire de mairie.  Elle s'oppose ainsi à son frère Fanch qui, élu maire républicain, est quelquefois considéré comme un « rouge ».   Mariée à Claude Jaffrennou, notaire à Carnoët, elle est la mère de François Jaffrennou, dit Taldir, qu'elle élève en langue française.
Elle collabore au journal Ar Bobl créé par son fils. Elle est membre de l'union régionaliste bretonne puis de la fédération régionaliste bretonne qui, outre ses activités culturelles, milite pour l'indépendance de la Bretagne.
Elle est faite bardesse en 1910 de la Gorsedd de Bretagne en remerciement de gwerzioù jugés en 2001 comme étant  « gentils poèmes chrétiens et romantiques à souhait ». Ces gwerzioù sont publiés à sa mort par son fils,, et repris dans l'anthologie Les bardes et poètes nationaux de la Bretagne armoricaine, publiée en 1918 et rééditée en 1977.